# 八莒駅
八莒駅（パルゴえき）は、大韓民国大邱広域市北区にある大邱交通公社（DTRO）3号線の駅である。駅番号は314。

## 駅構造
相対式ホーム2面2線の高架駅。
のりば
※のりば番号の設定は無し。
| 上り | ●大邱都市鉄道3号線 | 鶴亭・漆谷慶大病院方面   |
| 下り | ●大邱都市鉄道3号線 | 東川・漆谷雲岩・龍池方面 |

## 写真

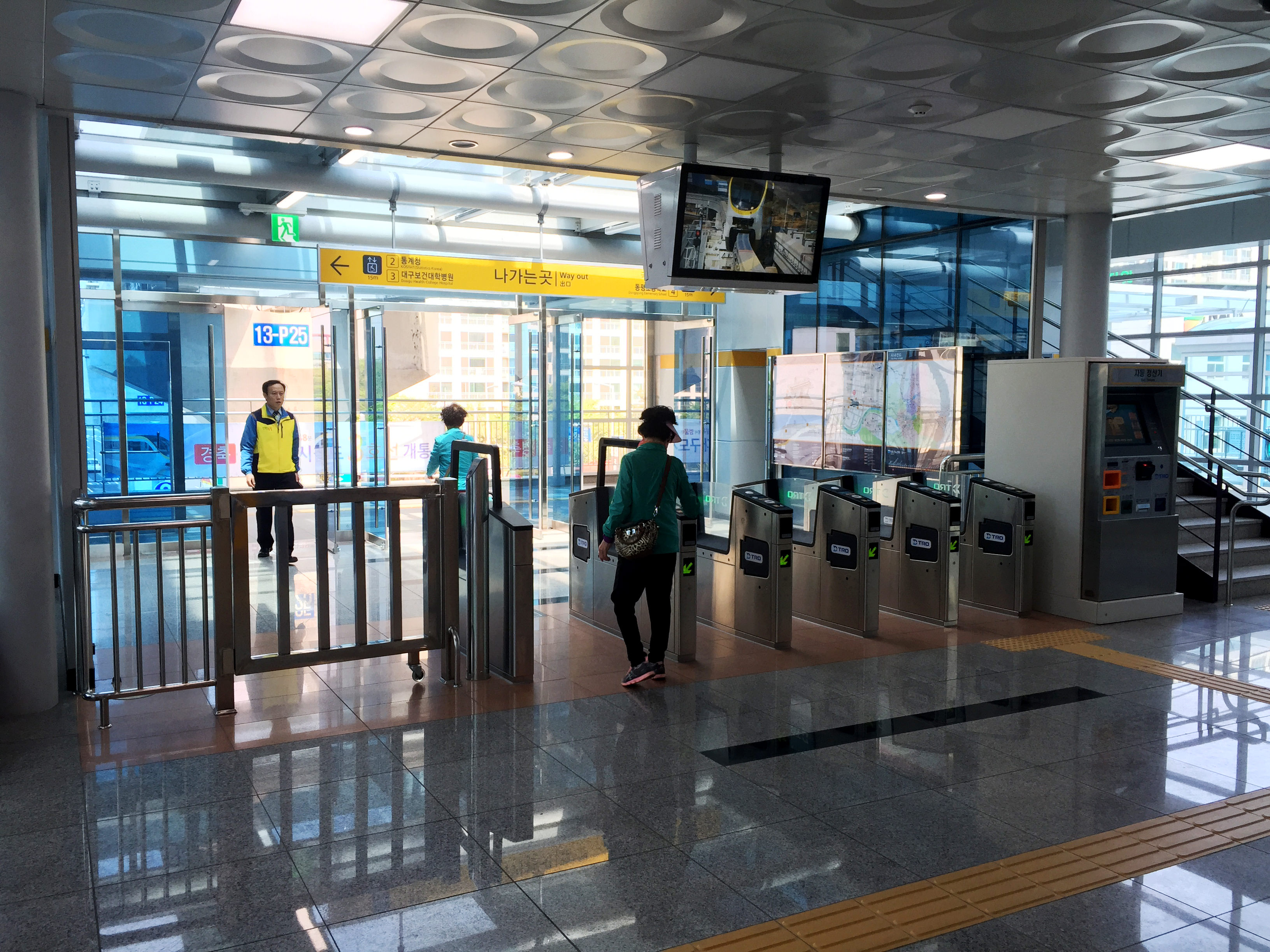
改札口
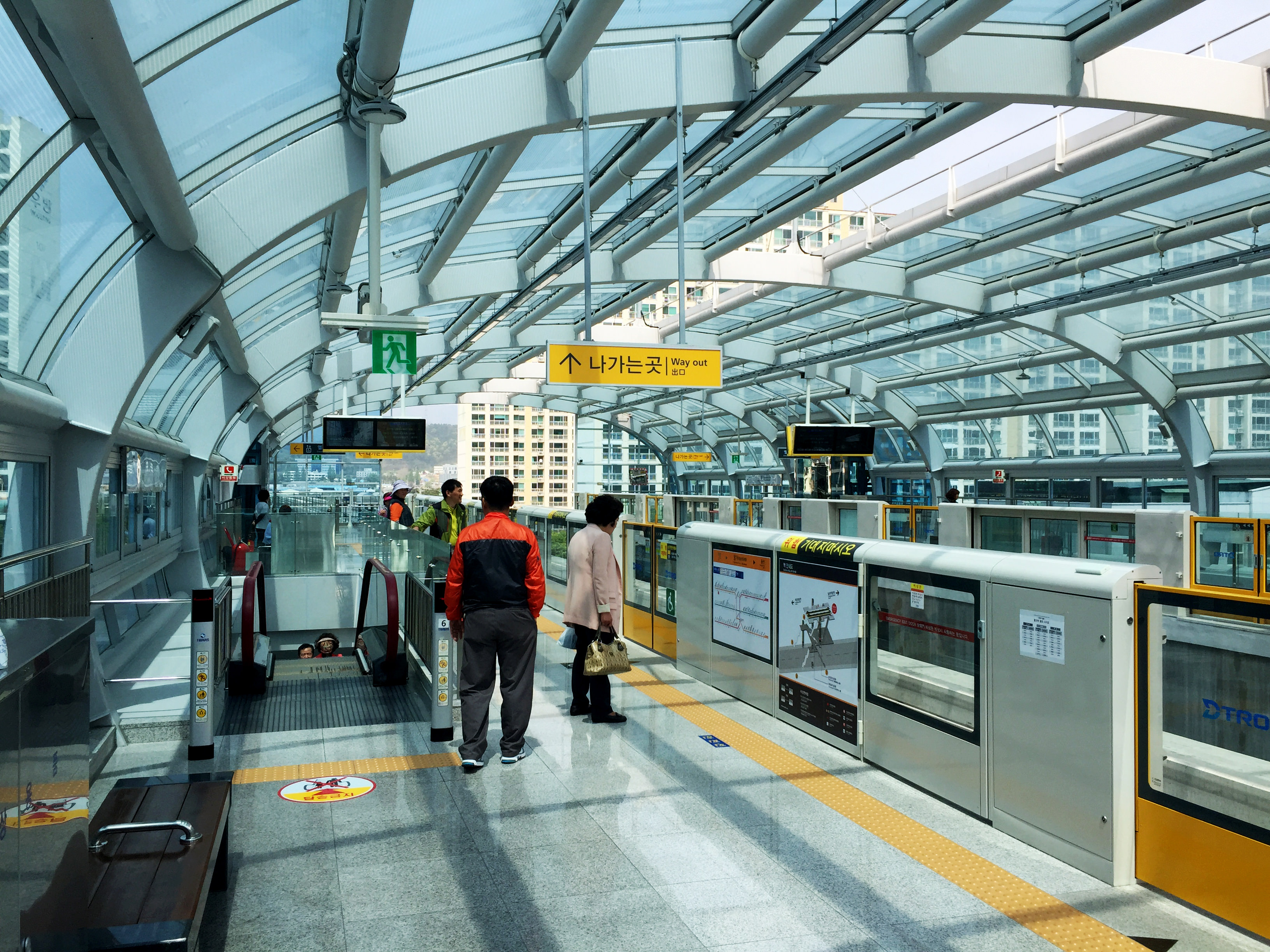
乗り場
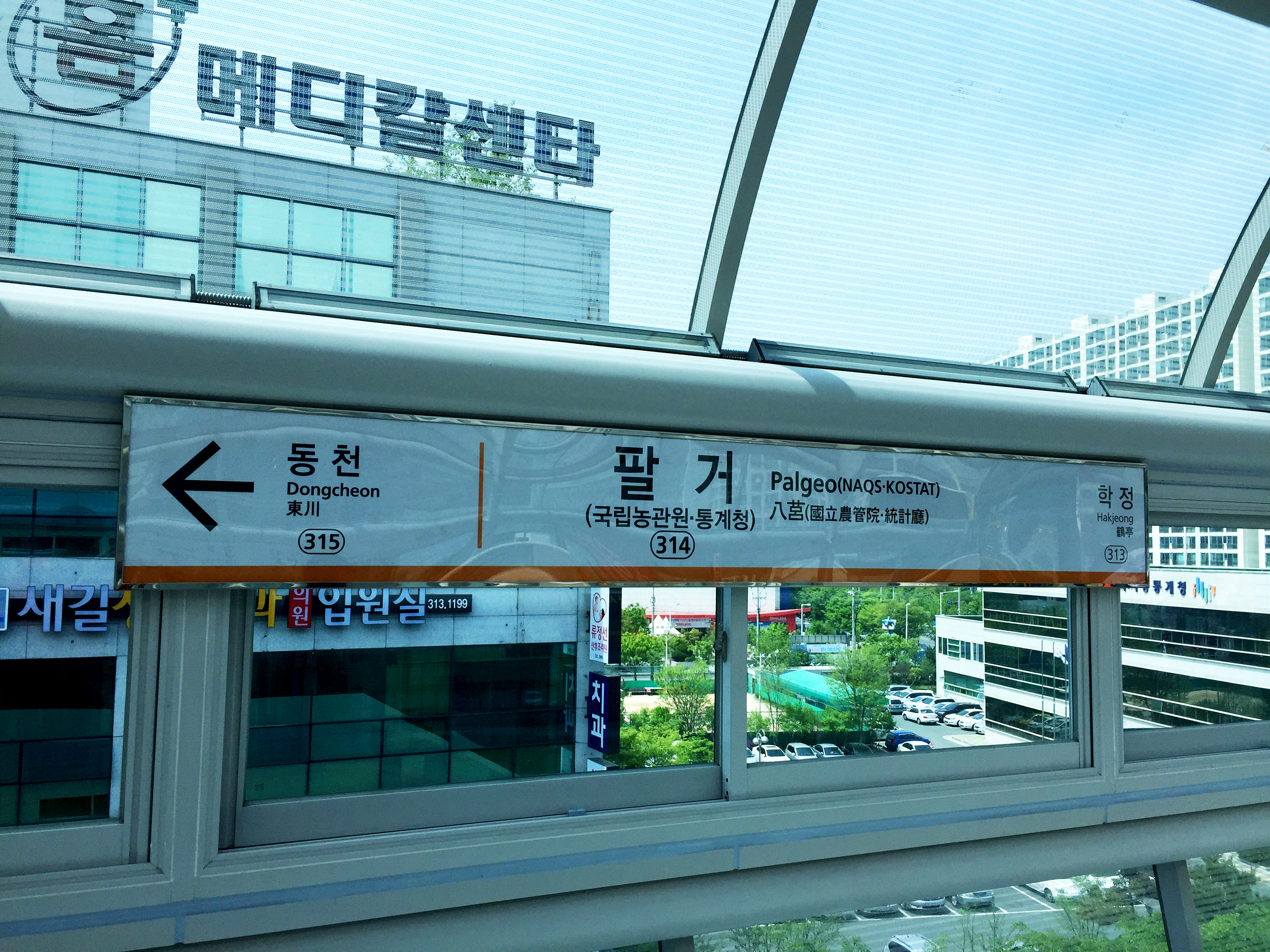
駅名標

## 駅周辺
- 慶尚北道家畜衛生試験所
- 慶尚北道農業資源管理院
- 東北地方統計庁
- 大邱保健大学校病院
- 大邱漆谷初等学校
- ホームプラス漆谷店
- セブンバレー
- CJ CGV大邱漆谷
- メガボックス北大邱(漆谷)
- コドン橋
- クス橋
- 大邱江北警察署

## 歴史
- 2015年4月23日: 3号線の開業とともに開業。

## 隣の駅
大邱交通公社
●3号線
鶴亭駅 (313) - 八莒駅 (314) - 東川駅 (315)